# Werauhia viridis
Werauhia viridis là một loài thuộc chi Werauhia. Đây là loài đặc hữu của Costa Rica.